# نويليس سوس لينس
نويليس سوس لينس (بالفرنسية: Noyelles-sous-Lens)‏ هي بلدية تقع في إقليم باد كاليه من منطقة نور با دو كاليه في شمال فرنسا. تبلغ مساحة هذه المدينة 3.72 (كم²)، وترتفع عن سطح البحر م، يبلغ عدد سكانها 7079 نسمة حسب إحصاء المعهد الوطني للإحصاء والدراسات الاقتصادية سنة 2009 م. وترأس Alain Roger البلدية خلال فترة (2008-2014).

## أعلام
- هنري كارون
- فرانسوا لودو